# Rex Walheim

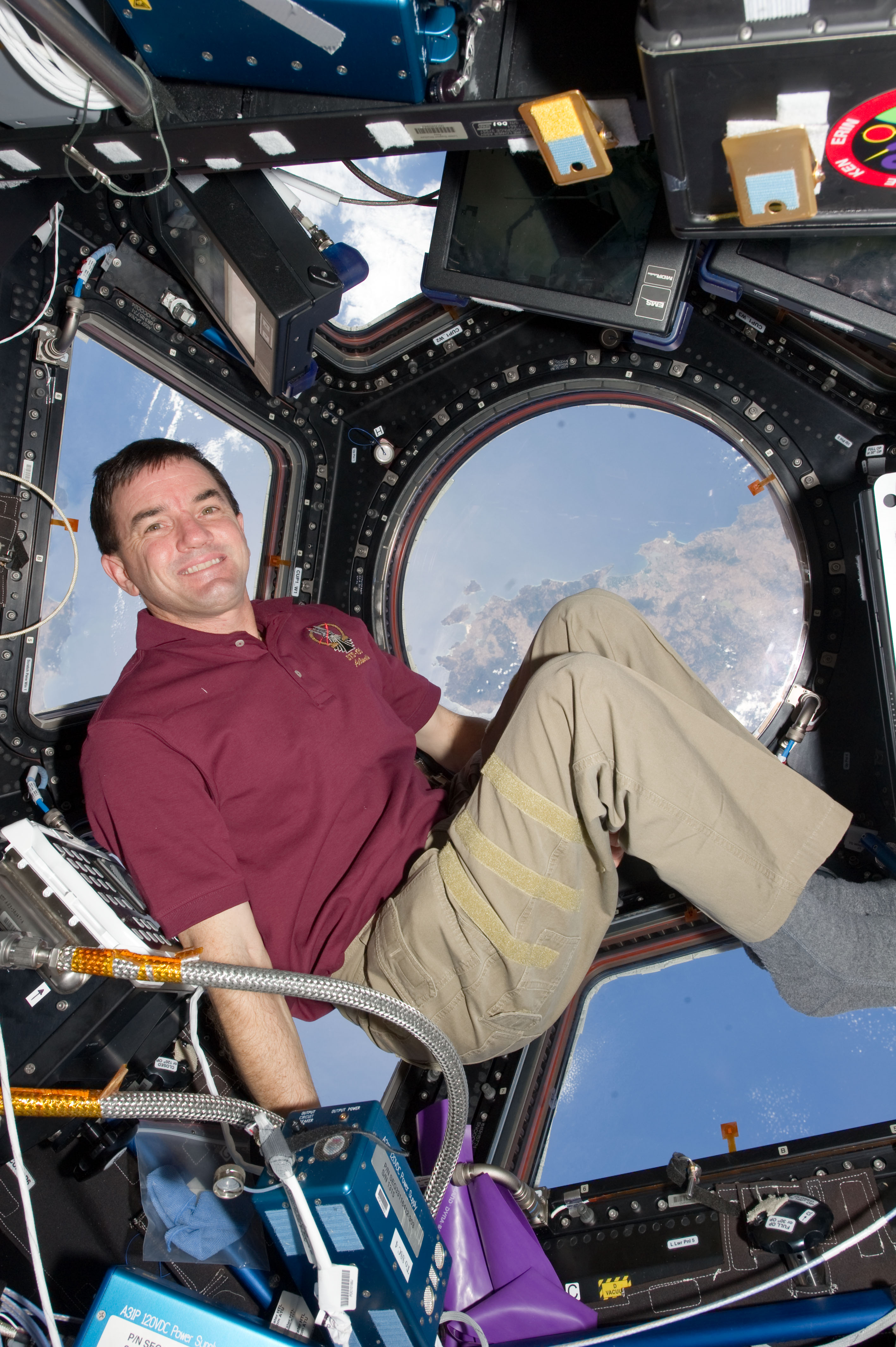
Misja STS-135 – Rex Walheim w module obserwacyjnym Cupola znajdującym się na Międzynarodowej Stacji Kosmicznej

Rex Joseph Walheim (ur. 10 października 1962 w Redwood City) – amerykański astronauta, inżynier, pułkownik United States Air Force. 

## Wykształcenie i służba wojskowa
- 1980 – ukończył szkołę średnią (San Carlos High School) w San Carlos w Kalifornii.
- 1984 – uzyskał licencjat w dziedzinie inżynierii mechanicznej na Uniwersytecie Kalifornijskim w Berkeley. Po studiach został powołany do wojska i w stopniu podporucznika rozpoczął służbę w Siłach Powietrznych Stanów Zjednoczonych.
- Kwiecień 1985 – otrzymał przydział do bazy lotniczej Cavalier w Dakocie Północnej, gdzie dowodził oddziałem ostrzegania przed atakiem rakietowym.
- Październik 1986 – został skierowany do Centrum Lotów Kosmicznych im. Lyndona B. Johnsona (JSC) w Houston. Pełnił funkcję kontrolera lotu ds. mechaniki wahadłowca. Był też głównym inżynierem w zespole odpowiedzialnym za stan podwozia i hamulców promu, oraz barierę bezpieczeństwa awaryjnego pasa lądowania.
- 1989 – uzyskał magisterium w dziedzinie inżynierii przemysłowej na University of Houston. Następnie został skierowany do dowództwa operacji kosmicznych US Air Force (Air Force Space Command) w Colorado Springs, gdzie objął stanowisko kierownika w programie modernizacji radarów systemu wczesnego ostrzegania przed atakiem rakietowym.
- 1992 – ukończył z wyróżnieniem roczny kurs w Szkole Pilotów Doświadczalnych Sił Powietrznych Stanów Zjednoczonych (US Air Force Test Pilot School), zlokalizowanej w bazie lotniczej Edwards w Kalifornii. Po zakończeniu nauki pozostał w bazie, otrzymując przydział do jednostki zadaniowej ds. kompleksowych testów samolotu F-16 (F-16 Combined Test Force), w której był m.in. szefem lotów wykonywanych w celu przeprowadzenia prób awioniki i uzbrojenia.
- Styczeń 1996 – został instruktorem w Szkole Pilotów Doświadczalnych Sił Powietrznych. Pełnił tę funkcję do momentu rozpoczęcia szkolenia astronauty w NASA.

## Kariera astronauty
- 1994 – starał się o przyjęcie do korpusu astronautów NASA. Znalazł się w gronie 122. finalistów kwalifikacji, ale w rezultacie nie został wybrany.
- 1 maja 1996 – zakwalifikował się do 16. grupy astronautów NASA. Wraz z siedemnastoma kandydatami został wybrany spośród blisko dwu i pół tysiąca ochotników, którzy przystąpili do eliminacji.
- 1998 – zakończył dwuletnie szkolenie podstawowe, uzyskując kwalifikacje specjalisty misji. Następnie rozpoczął pracę w Wydziale Eksploatacji Stacji Kosmicznej (Space Station Operations Branch) Biura Astronautów NASA.
- 2001 – został wyznaczony do załogi wyprawy STS-110 w charakterze specjalisty misji.
- 8–19 kwietnia 2002 – wziął udział w misji STS-110 wahadłowca Atlantis.
- Lipiec 2006 – po raz drugi wyznaczono go do załogi wyprawy kosmicznej i ponownie jako specjalistę misji. Zaplanowany na luty 2008 lot otrzymał oznaczenie: STS-122.
- 7–20 lutego 2008 – wziął udział w misji STS-122 promu Atlantis.
- 14 września 2010 – został wyznaczony na specjalistę misji w załodze lotu STS-135[1].
- 8–21 lipca 2011 – uczestniczył w misji STS-135 wahadłowca Atlantis. Lotem tym NASA zakończyła program Space Shuttle.

### Misja STS-110 (Atlantis F-25)
Po raz pierwszy poleciał w kosmos jako specjalista misji (MS-1) w składzie załogi wyprawy STS-110. 8 kwietnia 2002 wystartował z Przylądka Canaveral. Na pokładzie promu Atlantis znajdowali się także: Michael J. Bloomfield (dowódca misji), Stephen N. Frick (pilot wahadłowca), Ellen L. Ochoa (MS-2), Lee M. E. Morin (MS-3), Jerry L. Ross (MS-4) oraz Steven L. Smith (MS-5). 10 kwietnia prom przycumował do Międzynarodowej Stacji Kosmicznej (ISS). Po ok. dwóch godzinach astronauci przeszli z wahadłowca na jej pokład. Następnego dnia Walheim i Smith przez blisko osiem godzin pracowali w otwartej przestrzeni kosmicznej przy montażu dwunastotonowej kratownicy. 13 kwietnia Ross i Morin podczas EVA-2 kontynuowali rozpoczęte prace. Dzień później Walheim i Smith ponownie pracowali na zewnątrz stacji, tym razem przez sześć i pół godziny. W tym czasie przygotowywali do jazdy próbnej wózek poruszający się po zamontowanej uprzednio kratownicy. 16 kwietnia Ross i Morin zainstalowali czterometrową drabinę, służącą astronautom do przechodzenia ze śluzy Quest na kratownicę. Ponadto zamontowali oświetlenie zewnętrzne. 17 kwietnia wahadłowiec odcumował od ISS, pozostając jeszcze przez dwa dni na orbicie okołoziemskiej. 19 kwietnia prom Atlantis wylądował na Przylądku Canaveral.

## Odznaczenia
- Defense Superior Service Medal
- Defense Meritorious Service Medal
- Meritorious Service Medal
- Aerial Achievement Medal
- Air Force Commendation Medal – dwukrotnie
- National Defense Service Medal
- Universal Astronaut Insignia za lot orbitalny (nr 413) – Stowarzyszenie Uczestników Lotów Kosmicznych (Association of Space Explorers(inne języki))[2]

## Wykaz lotów
| Loty kosmiczne, w których uczestniczył Rex J. Walheim                  | Loty kosmiczne, w których uczestniczył Rex J. Walheim | Loty kosmiczne, w których uczestniczył Rex J. Walheim | Loty kosmiczne, w których uczestniczył Rex J. Walheim | Loty kosmiczne, w których uczestniczył Rex J. Walheim | Loty kosmiczne, w których uczestniczył Rex J. Walheim | Loty kosmiczne, w których uczestniczył Rex J. Walheim |
| Nr                                                                     | Data startu                                           | Data lądowania                                        | Statek kosmiczny                                      | Funkcja                                               | Czas trwania                                          |                                                       |
| ---------------------------------------------------------------------- | ----------------------------------------------------- | ----------------------------------------------------- | ----------------------------------------------------- | ----------------------------------------------------- | ----------------------------------------------------- | ----------------------------------------------------- |
| 1                                                                      | 8 kwietnia 2002                                       | 19 kwietnia 2002                                      | STS-110 Atlantis F-25                                 | Specjalista misji                                     | 10 dni 19 godzin 42 minuty i 38 sekund                |                                                       |
| 2                                                                      | 7 lutego 2008                                         | 20 lutego 2008                                        | STS-122 Atlantis F-29                                 | Specjalista misji                                     | 12 dni 18 godzin 21 minut i 40 sekund                 |                                                       |
| 3                                                                      | 8 lipca 2011                                          | 21 lipca 2011                                         | STS-135 Atlantis F-33                                 | Specjalista misji                                     | 12 dni 18 godzin 28 minut i 50 sekund                 |                                                       |
| Łączny czas spędzony w kosmosie – 36 dni 8 godzin 33 minuty i 8 sekund |                                                       |                                                       |                                                       |                                                       |                                                       |                                                       |